# Парамоново (Дмитровський міський округ)
Парамо́ново (рос. Парамоново) — присілок у складі Дмитровського міського округу Московської області, Росія.

## Населення
Населення — 116 осіб (2010; 167 у 2002).
Національний склад (станом на 2002 рік):
- росіяни — 90 %

## Пам'ятки архітектури
У присілкузнаходиться пам'ятка історії місцевого значення — братська могила радянських воїнів, які загинули у 1941 році Також у селі збереглися городище та кургани «Парамоновське N1», які датуються 9-10 століттям..